# XLR81
ベル エアロシステムズ社 XLR81 (モデル 8096)はアジェナ上段ロケットに使用された液体燃料ロケットエンジンである。燃料リッチガス発生器サイクルでターボポンプで供給されるUDMHとRFNAを燃焼した。ターボポンプは1台のタービンでギアボックスで出力を酸化剤と燃料のポンプに伝達した。推力室は全てアルミニウム製で燃焼室とスロートの壁面内にガンドリルで穴が開けられ、酸化剤が循環する再生冷却を採用する。ノズルはチタン製で放射冷却である。エンジンは油圧式のジンバルに装架され、推力偏向を備える。エンジンの推力と混合比はガス発生器の流体回路のキャビテーション流れベンチュリで制御される。エンジンは固体燃料カートリッジによって始動される。

## 派生型
空中発射型ミサイルのエンジンとして始まり、基本的な設計は一貫して受け継がれ、宇宙時代の多様なミッション用の推進器として終了した。
- ベル モデル 117: USAF 分類 XLR81.[8] 同様にベル ハスラー ロケット エンジンとしても知られる。B-58 ハスラー用の使い捨て動力式爆弾ポッド用に開発された。開発は性能が飛行試験ができるところまで成熟した。しかし飛行試験の前に計画は中止された。燃料として航空用ケロシンのJP-4と酸化剤としてRFNAを燃焼して推力は67 kN (15,000 lbf)だった。[6]
- ベル モデル 8001: USAF 分類XLR81-BA-3.[2]アジェナ-A 試作機で使用された。ベル モデル 117を原型機として改良された。そのためには推力偏向のためのジンバル装架のみが必要でガス発生器の排気ポートの再配置とノズルを細くする改良が実施された。改良前の型ではRFNAとJP-4推進剤で推力67 kN (15,000 lbf)と比推力265.5秒で膨張比は15だった。燃焼時間は100秒間でわずか2回だけ打ち上げられた。最初の飛行は1959年2月28日だった。[6][9][10]
- ベル モデル 8048: Also known as the XLR81-BA-5.[2] 推進剤をハイパーゴリックRFNAとUDMHに切り替えられてアジェナ-Aで使用された。自己着火性なのでエンジンは大幅に簡略化された。一例として燃焼室はの着火装置は取り除かれた。もっとも重要な装置は受動式推力調整装置だった。ガス発生器内の一連のベンチュリ穴により可動部品を伴わずに67 kN (15,000 lbf)の推力を1.6 kN (350 lbf)以内の変動に抑えることができた。同様に膨張比は20に増えて比推力は276秒に達した。最初の飛行は1959年1月21日で最後の飛行は1961年1月31日だった。それまで、当時、エンジンの始動は大気圧が必要だと信じられており、真空中でのエンジンの始動はアメリカにとって初めての経験だった。[2][6][9][10]
- ベル モデル 8081: このエンジンは3個の点火用カートリッジを使用することで初めて2回の再始動能力を備え、真空中での始動の挙動が調査された。推力は71 kN (16,000 lbf)に増え、膨張比は45に拡大され、比推力は293秒になった。USAF分類XLR81-BA-7だった。アジェナ-Bで使用され、1960年12月20日に初飛行して1966年5月15日に最後の飛行だった。[11]
- ベル モデル 8096: USAF 分類XLR81-BA-11と後にYLR81-BA-11になった。[3][6] 主要な量産型は アジェナ-Dだった。8081にチタンとモリブデンのノズルが進展して比推力は280秒に達した。同様にターボポンプにインデューサーが追加され、タンクの加圧の必要性が低減された。1968年に再始動能力が3回に強化された。[2][4][6][9]
- ベル モデル 8096-39: これは酸化剤を MIL-P-7254F IV型硝酸 — HDA (High Density Acid) — 混合比 55% IRFNAと44% N2O4と反応抑制剤として少しのフッ化水素を混合した酸化剤に切り替えられた。[12]推力は76 kN (17,000 lbf)で比推力は300秒に達した。[9]
- ベル モデル 8096A: 8096-39を強化した計画でノズルの膨張の大きさが拡大されて膨張比は75になり、比推力は312秒に到達した。[9]
- ベル モデル 8096B: アジェナを基にスペースシャトル用の再利用可能な上段で使用する目的で計画された。推進剤はヘキサメチルジシラゾン (HMZ)を添加したMMHと1.78の混合比のN2O4に切り替えられ、膨張比が100:1のニオブ製のノズルが比推力を327秒或いは150:1のノズルで330秒にするために加えられた。推進剤の変更により新しい性能に出力バランスをターボポンプの再設計を伴わずに到達するためにガス発生器の改良が必要になりベンチュリ穴の改善で対処したと予想された。燃焼室の圧力は3.35 MPa (486 psi)に下げられた。同じアクチュエーターでジンバルの角度は3°増え、オイル漏れを低減するためにエンジンクロッキングが変えられた。新しい酸化剤は流速が速くなる仕様だったので冷却材の通過直径は減らされた。噴射装置は平面から5本のバッフルに変化してポンプのシールは強化され、酸化剤弁はトルクモーターの設計に変更された。同様に点火後、15分から3時間の再起動を妨げる酸化沸騰を排除するためにターボポンプの軸受けの複数の材料が変更された。8247の複数回の再始動能力は移植された。200回までの再始動が可能と予想された。同様に1回の燃焼寿命が1200秒に延長された。[7][13]
- ベル モデル 8096L: 8096B以降、推進剤の扱いで高価な変更が必要と予想され、中間段階が計画された。燃料をヘキサメチルジシラゾン (HMZ)を添加したMMHに切り替え、酸化剤は8096-39と同じものを維持して混合比を2.03に変更した。変更は冷却溝の直径が8096と同じで燃焼室の圧力が3.34 MPa (484 psi)に低減され、ニオブ製のノズルが膨張比が150:1である事を除けば8096Bと同じだった。再始動能力は認証によって10から100回だった。[5][7][14]
- ベル モデル 8247: USAF分類はXLR81-BA-13だった。アジェナ標的機で使用され、純粋な上段として上昇アジェナで使用された。複数回再始動するための新しいシステムが追加された。始動用の固体燃料カートリッジが始動のために充分な加圧が出来るように酸化剤と燃料タンクへの2本の蛇腹に置き換えられた。ターボポンプが一度最大出力に到達すると超過した圧力は蛇腹に満たすために再利用され、再充填された。 15回の再始動が可能だったが、実際の使用ではジェミニ11号での8回までだった。[6][9][15]
- ベル モデル 8533: 8247の改良型を開発するための計画だった。推進剤をUDMHとN2O4に切り替えた事で全体的な性能が向上した。推進剤を切り替えた事で性能の向上だけでなく、同様に15日以上射点で推進剤を搭載した状態で待機できた。[6][16]